# Wolcottville
Wolcottville es un pueblo ubicado en el condado de Noble en el estado estadounidense de Indiana. En el Censo de 2010 tenía una población de 998 habitantes y una densidad poblacional de 379,64 personas por km².

## Geografía
Wolcottville se encuentra ubicado en las coordenadas 41°31′32″N 85°22′0″O / 41.52556, -85.36667. Según la Oficina del Censo de los Estados Unidos, Wolcottville tiene una superficie total de 2.63 km², de la cual 2.63 km² corresponden a tierra firme y (0%) 0 km² es agua.

## Demografía
Según el censo de 2010, había 998 personas residiendo en Wolcottville. La densidad de población era de 379,64 hab./km². De los 998 habitantes, Wolcottville estaba compuesto por el 95.99% blancos, el 0.5% eran afroamericanos, el 0.7% eran amerindios, el 0.8% eran asiáticos, el 0% eran isleños del Pacífico, el 1.5% eran de otras razas y el 0.5% pertenecían a dos o más razas. Del total de la población el 1.8% eran hispanos o latinos de cualquier raza.